# 梵净肋毛蕨
梵净肋毛蕨（学名：Ctenitis wantsingshanica）为叉蕨科肋毛蕨属下的一个种。

## 扩展阅读
- 維基物種上的相關：梵净肋毛蕨